# Stare Wierzchowiska
Stare Wierzchowiska – wieś w Polsce położona w województwie lubelskim, w powiecie lubelskim, w gminie Bełżyce.
W latach 1975–1998 miejscowość administracyjnie należała do ówczesnego województwa lubelskiego.
Wieś stanowi sołectwo gminy Bełżyce. Według Narodowego Spisu Powszechnego z roku 2011 wieś liczyła 236 mieszkańców.
Wierni Kościoła rzymskokatolickiego należą do parafii Nawrócenia św. Pawła Apostoła w Bełżycach.

## Części wsi

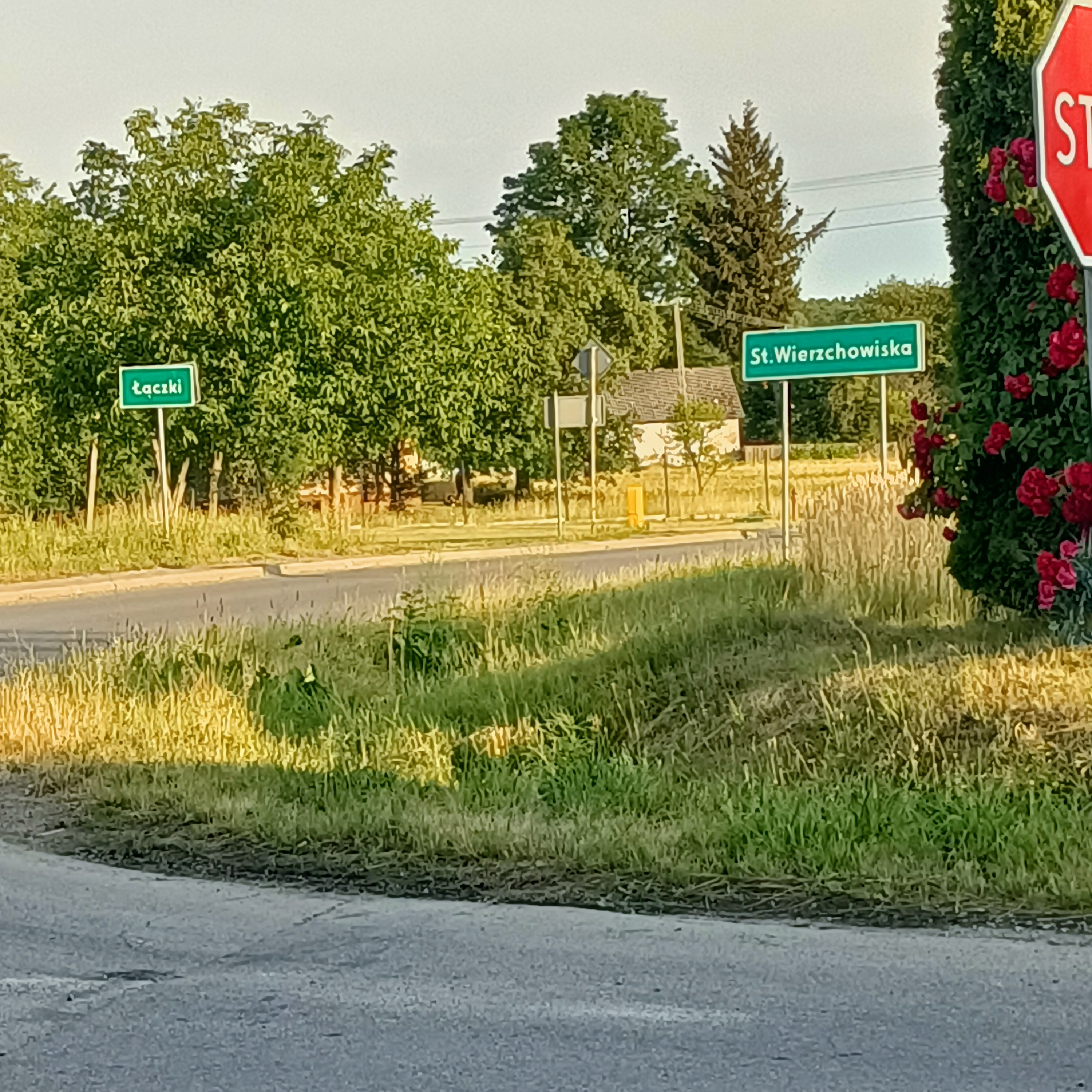
Droga Bełżyce-Borzechów

| SIMC    | Nazwa          | Rodzaj    |
| ------- | -------------- | --------- |
| 0378744 | Konstantynówka | część wsi |

## Etymologia
Wg Aleksandra Brücknera nazwa wsi oznacza miejsce, gdzie źródło wody wychodzi na powierzchnię, a w miejscowości zaczyna swój bieg ciek, który jest dopływem Zalesianki.

## Kultura
W latach 1983–1987 w Starych Wierzchowiskach istniał teatr "Zgroza" zrzeszający mieszkańców okolicznych wsi.

## Oświata
Szkoła Podstawowa w Starych Wierzchowiskach została założona po II Wojnie Światowej. Na początku XXI wieku 6-klasowa szkoła w Wierzchowiskach miała 78 uczniów, a także 13 dzieci w oddziale przedszkolnym i 17 dzieci w Punkcie Filialnym w Skrzyńcu. Po likwidacji szkoły w Zalesiu w 2001 roku dzieci z tej miejscowości uczęszczały do szkoły w Wierzchowiskach. Szkoła kultywowała tradycje kulturalne wsi, sięgające jeszcze lat przedwojennych, kiedy to właśnie nauczyciele byli organizatorami życia kulturalnego w Wierzchowiskach. W roku 2020 Rada Gminy Bełżyce podczas XVIII nadzwyczajnej Rady Miasta zdecydowała o zlikwidowaniu placówki, która obecnie nie funkcjonuje.

## Religia
We wsi znajduje się filialny Kościół Matki Boskiej Miłosierdzia rzymskokatolickiej parafii pw. Nawrócenia Świętego Pawła Apostoła w Bełżycach.